# 東脊振松隈テレビ中継局
東脊振松隈テレビ中継局（ひがしせぶりまつくまテレビちゅうけいきょく）は、佐賀県神埼郡吉野ヶ里町に置かれているテレビ中継局。

## 概要
- 当中継局は、神崎郡吉野ヶ里町松隈の松隈西の山に置かれ、旧東脊振村域へ電波を発射している。

## 置局住所
- 神埼郡吉野ヶ里町大字松隈334番地

## 送信施設概要

### 地上デジタルテレビ放送
| リモコンキーID | 放送局名          | 物理チャンネル | 空中線電力 | ERP  | 放送対象地域 | 放送区域内世帯数 |
| 1              | NHK佐賀総合テレビ | 51ch           | 10mW       | 58mW | 佐賀県       | 83世帯           |
| 2              | NHK佐賀教育テレビ | 52ch           | 10mW       | 58mW | 全国         | 83世帯           |
| 3              | stsサガテレビ     | 48ch           | 10mW       | 58mW | 佐賀県       | 83世帯           |

- 2009年（平成21年）11月30日に予備免許交付、12月18日から24日まで試験放送実施し、12月22日に本免許交付され、12月25日から本放送開始。
- 吉野ヶ里町内のデジタルテレビ中継局免許概要 - 総務省九州総合通信局

### 地上アナログテレビ放送
| 放送局名          | チャンネル | 空中線電力          | ERP                  | 放送対象地域 | 放送区域内世帯数 |
| stsサガテレビ     | 37ch       | 映像100mW /音声25mW | 映像740mW /音声190mW | 佐賀県       | 約-世帯          |
| NHK佐賀総合テレビ | 39ch       | 映像100mW /音声25mW | 映像740mW /音声190mW | 佐賀県       | 約-世帯          |
| NHK佐賀教育テレビ | 45ch       | 映像100mW /音声25mW | 映像740mW /音声190mW | 全国         | 約-世帯          |

- 1982年（昭和57年）5月29日に開局[1]し、2011年（平成23年）7月24日で廃局。